# Edward Simpson (fałszerz)

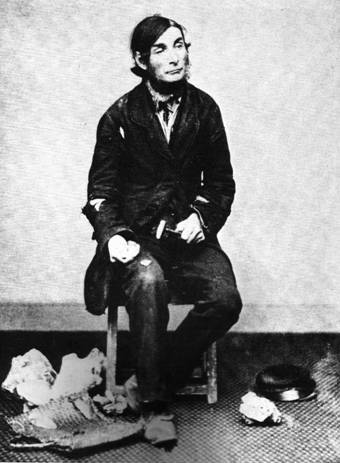
Zdjęcie Simpsona

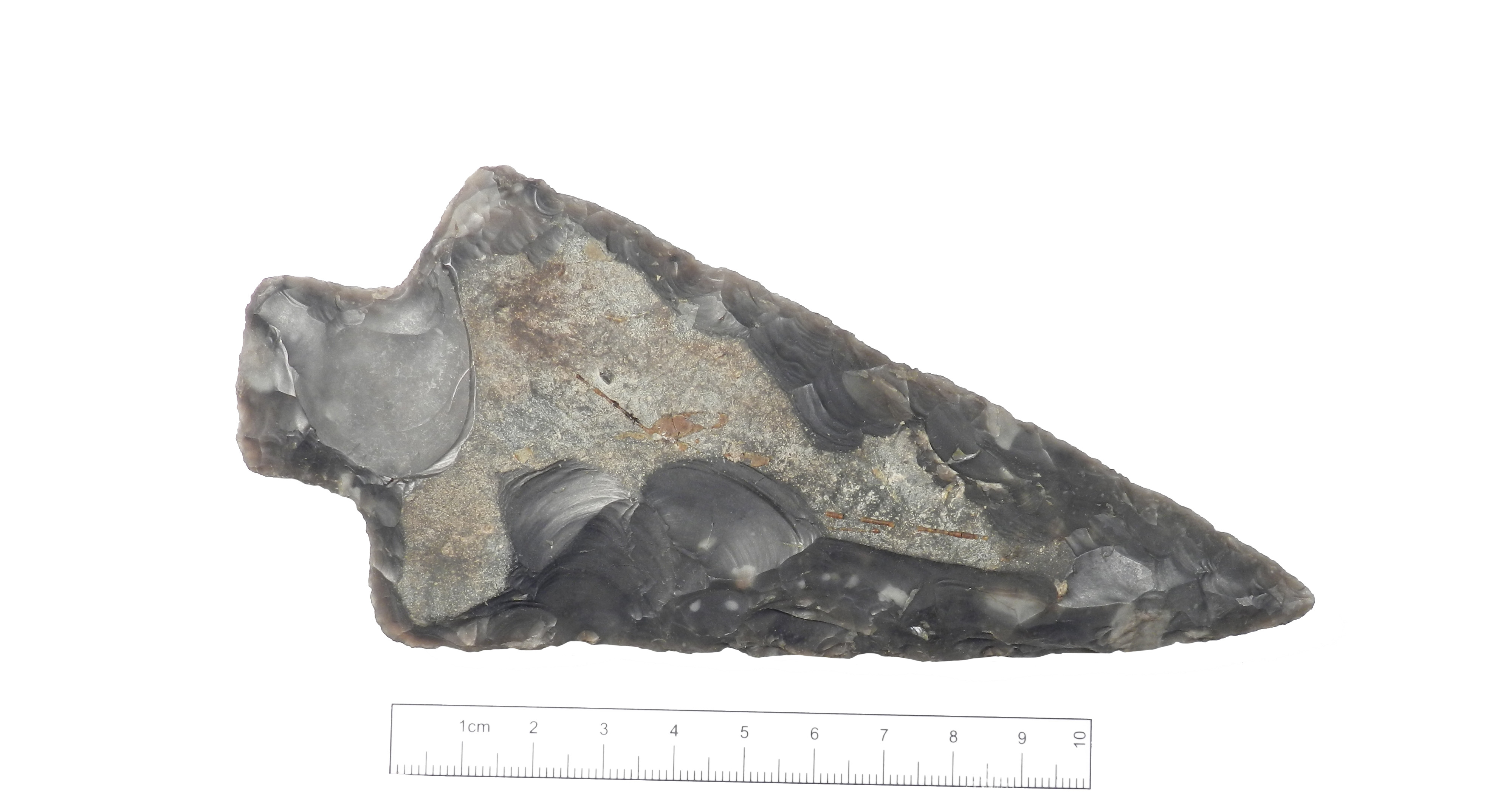
Replika grotu krzemiennego wykonana przez Simpsona

Edward Simpson (ur. 1815?, zm. przypuszczalnie w okolicach 1880 roku), znany pod pseudonimami Flint Jack, Fossil Willy, Old Antiquarian, Cockney Bill – jeden z najsłynniejszych fałszerzy zabytków, czynny w połowie XIX wieku.
Jego personalia nie są do końca pewne, posługiwał się bowiem kilkoma nazwiskami, m.in. John Wilson i Jerry Taylor. Urodził się podobno w 1815 roku w Sleights w hrabstwie Yorkshire, co bywa jednak podawane w wątpliwość, gdyż mówił z wielkomiejskim akcentem. W późniejszym okresie podawał, iż był murarzem. Przez pewien czas pracował w Whitby, najpierw jako służący u dr George’a Younga (1829–1834), a następnie asystent archeologa Johna Ripleya (1834–1840). Po śmierci tego drugiego w 1840 roku, wykorzystując nabytą podczas służby wiedzę na temat przeszłości oraz własne talenty rzemieślnicze, zajął się fałszowaniem zabytków. Przemierzał całą Wielką Brytanię, „odnajdując” rzekomo liczne starożytne monety, urny, elementy biżuterii i uzbrojenia czy paleolityczne narzędzia kamienne, które następnie sprzedawał handlarzom antyków i lokalnym muzeom.
Flint Jack zdobył sobie rozgłos i przez kilka lat cieszył się sławą jako znalazca zabytków, niektóre z jego „odkryć” zakupiło nawet Muzeum Brytyjskie. Jak się później okazało, Simpson był alkoholikiem i sprzedawane fałszerstwa miały głównie dostarczyć mu pieniędzy na zaspokojenie nałogu. Kres jego działalności położyła w 1859 roku konfrontacja z profesorem Tennantem, specjalistą w zakresie archeologii. Simpson przyznał się wówczas publicznie do fałszerstwa i ujawnił metody, jakimi podrabiał zabytki. Przez kilka następnych lat wykorzystywał swoją popularność, wygłaszając odczyty na temat stosowanych przez siebie technik fałszowania znalezisk. W 1867 roku został skazany w Bedford na dwanaście miesięcy więzienia za kradzież, po wyjściu na wolność w 1868 roku wszelka wieść o nim zaginęła.
Łączna liczba wszystkich fałszerstw dokonanych przez Simpsona jest trudna do ustalenia. Podejrzewa się, że niektóre z nich do dziś nieświadomie mogą znajdować się w niektórych lokalnych brytyjskich muzeach.